# Catalogo Hess
Il Catalogo Hess è il catalogo di una parte delle opere di Ludwig van Beethoven, curato dal musicologo svizzero Willy Hess, la cui ultima edizione è stata pubblicata nel 1957. Il catalogo elenca, commentandole ampiamente, tutte le opere - in senso lato - che non erano ricomprese nella vecchia Gesamtausgabe ottocentesca pubblicata dalla Breitkopf & Härtel di Lipsia ed era stato compilato da Willy Hess al fine di mappare quelle opere in vista di un aggiornamento della stessa, che poi effettivamente ha curato nella venticinquesima serie. Molti numeri del Catalogo Hess sono anche catalogati nel Catalogo Kinsky/Halm.